# کنفرانس وانزه (فیلم ۱۹۸۴)
کنفرانس وانزه (آلمانی: Die Wannseekonferenz) فیلمی آلمانی دربارهٔ وقایع کنفرانس وانزه است که در سال ۱۹۸۴ منتشر شد.

## بازیگران
- دیتریش ماتائوش در نقش اس‌اس-اوبرگروپن‌فورر راینهارت هایدریش رئیس اداره اصلی امنیت رایش و معاون فرماندار بوهم و موراویا
- گرد بوکمان در نقش اس‌اس-اوبراشتورمبان‌فورر آدولف آیشمن
- پیتر فیتز در نقش دکتر ویلهلم اشتوکارت
- گونتر اشپروله در نقش اس‌اس-اوبرفورر گرهارد کلوپفر
- روبرت آتزورن در نقش اس‌اس-گروپن‌فورر اتو هوفمان رئیس اداره اصلی نژاد و اسکان اس‌اس
- فردریش گئورگ بکهاوس در نقش اس‌اس-گروپن‌فورر هاینریش مولر
- مارتین لوتگه در نقش اس‌اس-اشتورم‌بان‌فورر رودلف لانگه فرماندهٔ اس‌دی در لتونی
- راینر اشتفن در نقش رولانت فرایسلر
- گرد ریگاوئر در نقش اس‌اس-اوبرفورر کارل ابرهارت شونگارت